# Actinidia chinensis
Dương đào Trung Quốc (danh pháp khoa học: Actinidia chinensis) là một loài thực vật có hoa trong họ Dương đào, phát triển rộng ở phía đông nam Trung Quốc. Loài này được Planch mô tả khoa học đầu tiên năm 1847.
Actinidia chinensis có mối quan hệ gần gũi với Actinidia deliciosa, là nguồn quả kiwi thương mại phổ biến nhất. Màu quả có thể màu xanh là đến vàng chanh hoặc vàng kim, tùy theo giống cây trồng.

## Môi trường sống
Trong môi trường sống tự nhiên của Actinidia chinensis mọc trong các bụi cây, rừng rậm (sồi) (ví dụ Quercus aquifolioides, Quercus oxyodon, Quercus lamellosa), và các khu rừng thứ sinh và rừng rậm. A. chinensis ưa thích sườn dốc và cũng thích phát triển trong khe núi, độ cao hàng đầu 200-230m, so với vi khí hậu địa phương. Trong các khu vườn phương Tây, nó có thể rộng 30 feet theo mọi hướng, khiến nó không phù hợp với tất cả trừ những không gian lớn nhất trừ khi được cắt tỉa cứng vào cuối mỗi mùa sinh trưởng.

## Hình ảnh

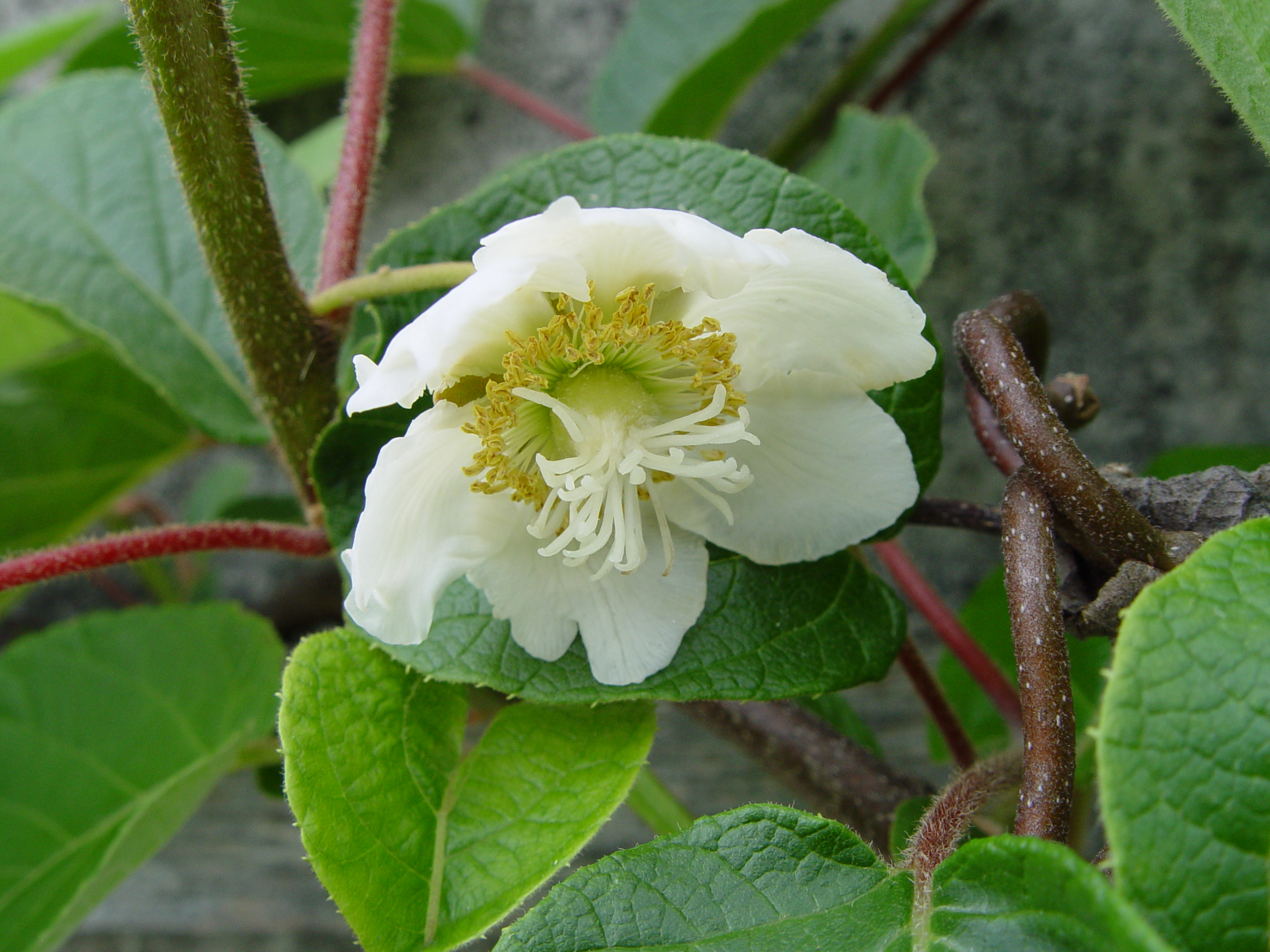
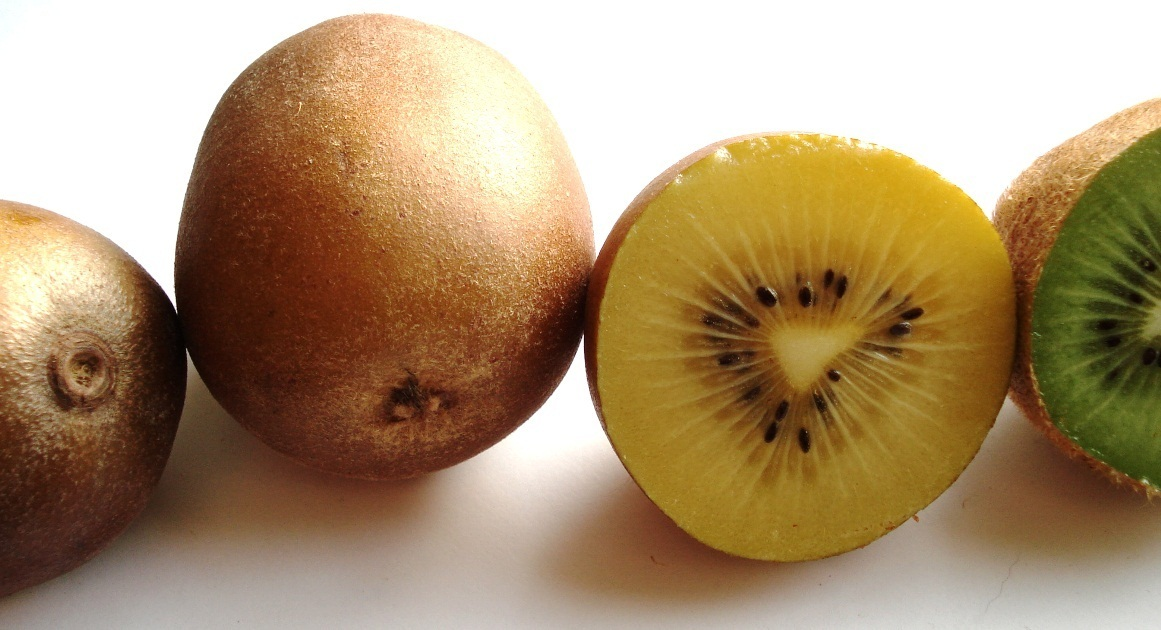
Quả Kiwi vàng
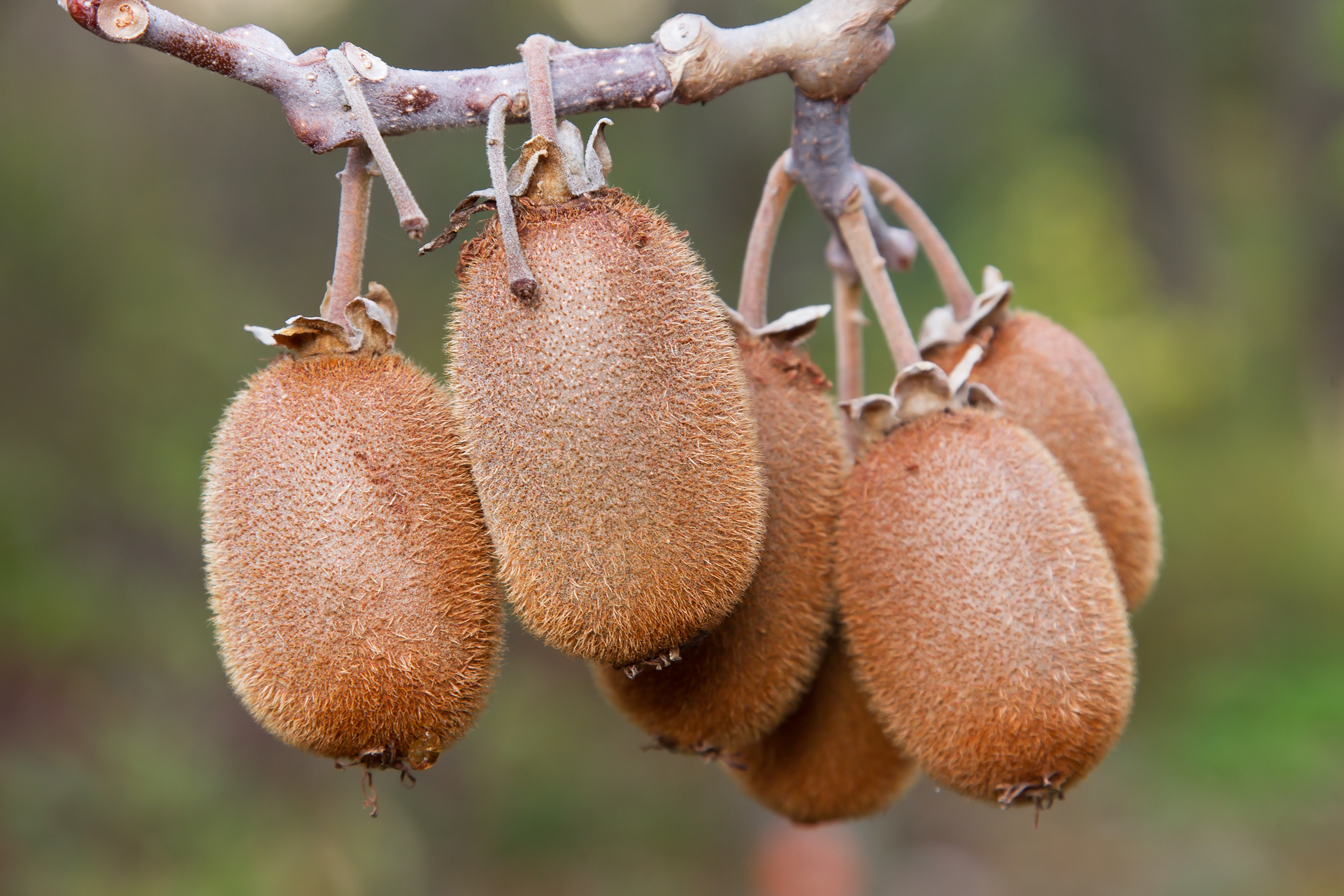
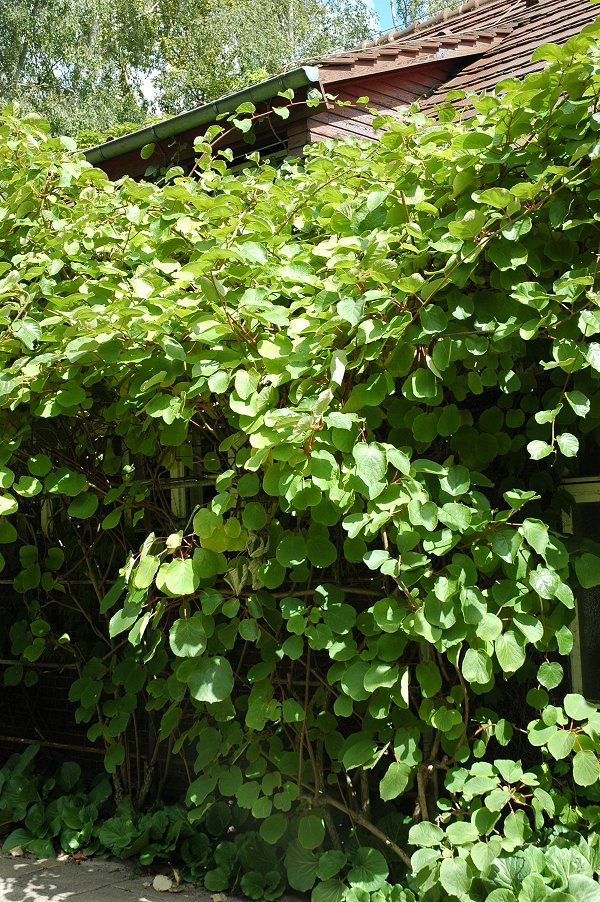
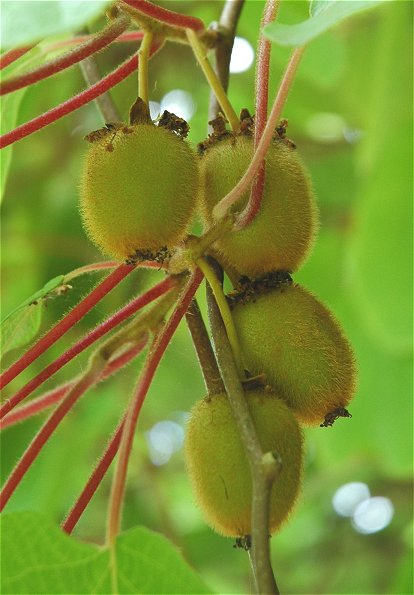